# Suwalski Park Krajobrazowy
Suwalski Park Krajobrazowy (SPK) – najstarszy park krajobrazowy w Polsce, utworzony 12 stycznia 1976 roku na mocy uchwały Nr III/14/76 Wojewódzkiej Rady Narodowej w Suwałkach, celem ochrony unikatowego krajobrazu polodowcowego, szczególnych wartości przyrodniczych i geologicznych. Park położony jest na Pojezierzu Wschodniosuwalskim, które stanowi przykład krajobrazu polodowcowego z licznymi wzniesieniami morenowymi, wzniesieniami kemowymi, dolinami rzecznymi, nieckami jezior oraz głazowiskami.
Charakterystyczne miejsca w parku to:
- jezioro Hańcza,
- Głazowisko Łopuchowskie,
- Głazowisko Bachanowo,
- wiszące torfowisko znajdujące się nad zachodnim brzegiem jeziora Jaczno.

## Położenie i powierzchnia
Według podziału administracyjnego Suwalski Park Krajobrazowy położony jest w północnej części województwa podlaskiego na terenie czterech gmin: Jeleniewo, Przerośl, Wiżajny i Rutka-Tartak. Według podziału fizyczno-geograficznego Polski SPK położony jest w makroregionie Pojezierze Litewskie, w mezoregionie Pojezierze Wschodniosuwalskie, w mikroregionie Wzgórza Jeleniewskie oraz częściowo w mikroregionie Garb Wiżajn. Według podziału geobotanicznego Park należy do Prowincji Niżowo-Wyżynnej Środkowoeuropejskiej, Działu Północnego Mazursko-Białoruskiego, Krainy Augustowsko-Suwalskiej, Okręg Pojezierze Suwalskie.
Powierzchnia parku wynosi 6337,66 ha, z czego około 60% stanowią użytki rolne, 10% wody, 24% lasy i zadrzewienia, 4% tereny zabagnione, 2% pozostałe grunty. Otulina parku zajmuje 9306,24 ha.

## Geologia
Pod względem geologicznym obszar parku należy do prekambryjskiej platformy wschodnioeuropejskiej (suwalski masyw anortozytowy, krystalicznego fundamentu prekambryjskiego platformy wschodnioeuropejskiej). Aktualna rzeźba terenu SPK powstała w czasie plejstocenu (glacjał) i holocenu (interglacjał).
W Suwalskim Parku Krajobrazowym znajdują się głazowiska naniesione przez lodowiec zlodowacenia bałtyckiego np.: Głazowisko Bachanowo stanowiące rezerwat geologiczny. Znajduje się tu kilka tysięcy głazów narzutowych o obwodzie do 3 m (trafiają się jednak okazy dochodzące do 8 metrów w obwodzie). Inne głazowiska, również objęte ochroną rezerwatową to Rutka i Łopuchowskie. Geologów interesuje tzw. „dolina zawieszona” pomiędzy wsiami Bachanowo a Malesowizna.
Góra Leszczynowa, Góra Zamkowa, Góra Kościelna i Góra Cisowa stanowią swoistą atrakcję turystyczną. Góra Cisowa (256 m n.p.m.) jest jednym z punktów widokowych, z którego widać niemal cały obszar parku.

## Hydrologia
Obszar SPK należy do dorzecza Niemna, jest odwadniany przez dwie główne rzeki Czarną Hańczę i Szeszupę. Ta druga bierze swój początek w dolinie, nieopodal siedziby SPK w Turtulu, jej źródliska można tu podziwiać na jednej ze ścieżek edukacyjnych „U źródeł Szeszupy”. Rzeka wypływa tu z bagien, odprowadzając swe wody na północny wschód. Nieopodal przepływa Czarna Hańcza, jej charakter jest zupełnie odmienny. Czarna Hańcza jest większa i bystrzejsza, fragmentami jej spadek przypomina rzekę górską, a jej wody kierują się ku południowi. Rzeka bierze swój początek na uwilgoconych łąkach w pobliżu wsi Okliny, znajdującej się poza północnymi granicami parku. W granicach Parku znajduje się 24 jezior, a największym z nich jest objęte ochroną rezerwatową jezioro Hańcza. Hańcza jest najgłębszym jeziorem w Polsce i na Niżu Środkowoeuropejskim, jego głębokość maksymalna wynosi 108,5 m. Geneza jeziora związana jest z wodami fluwioglacjalnymi, pochodzącymi spod lodowca. Jest to typowe jezioro rynnowe, jego objętość wynosi 124,4 mln m³, długość 4,5 km, maksymalna szerokość 1185 m.
Inne jeziora znajdujące się w obrębie Suwalskiego Parku Krajobrazowego to m.in. Szurpiły (jezioro), Kojle, Perty, Jaczno, Kameduł, Jegłówek, Kopane, Okrągłe oraz Gulbin.

## Rezerwaty przyrody
Na terenie Parku znajdują się 4 rezerwaty: Głazowisko Łopuchowskie, Głazowisko Bachanowo nad Czarną Hańczą, Jezioro Hańcza i Rutka.

## Flora i fauna
Silnie przekształcona jest szata roślinna Parku. Zespoły roślin porastające torfowiska w dolinie Czarnej Hańczy mają naturalny charakter. Połacie lasów mają urozmaicony skład, są to lasy mieszane leszczynowo-świerkowe oraz bory mieszane sosnowo-świerkowe. 
Do ciekawych układów półnaturalnych należą murawy kserotermiczne, które w Suwalskim Parku Krajobrazowym występują w formie skupień drobnych płatów, przy czym gatunki kserotermiczne są również komponentami zbiorowisk łąkowych i okrajkowych. Tutejsze murawy kserotermiczne odznaczają się nielicznym udziałem gatunków charakterystycznych dla klasy Festuco-Brometa (np. czyścica drobnokwiatowa, dziewięćsił pospolity, chaber driakiewnik, chaber nadreński) oraz znaczącym udziałem gatunków mezofilnych łąk (np. krwawnik pospolity, kupkówka pospolita). Zbiorowiska stanowią istotne siedlisko dla bezkręgowców.
W Parku rośnie wiele bardzo rzadkich roślin takich jak: fiołek błotny, storczyk krwisty, czermień błotna, żurawina błotna.
Fauna Parku:
- chronione gatunki ssaków: bóbr, gronostaj, jeż, ryjówka, łasica, wilk szary
- ptaki: zimorodek zwyczajny, błotniak stawowy, dzięcioł czarny,
- gady: jaszczurka zwinka, padalec, zaskroniec zwyczajny, żmija,
- ryby: sielawa, sieja, głowacz, pstrąg, troć.

## Etnologia
Jest to teren ciekawy pod względem etnologicznym – zamieszkany do niedawna przez zwarte osadnictwo staroobrzędowców.

## Galeria

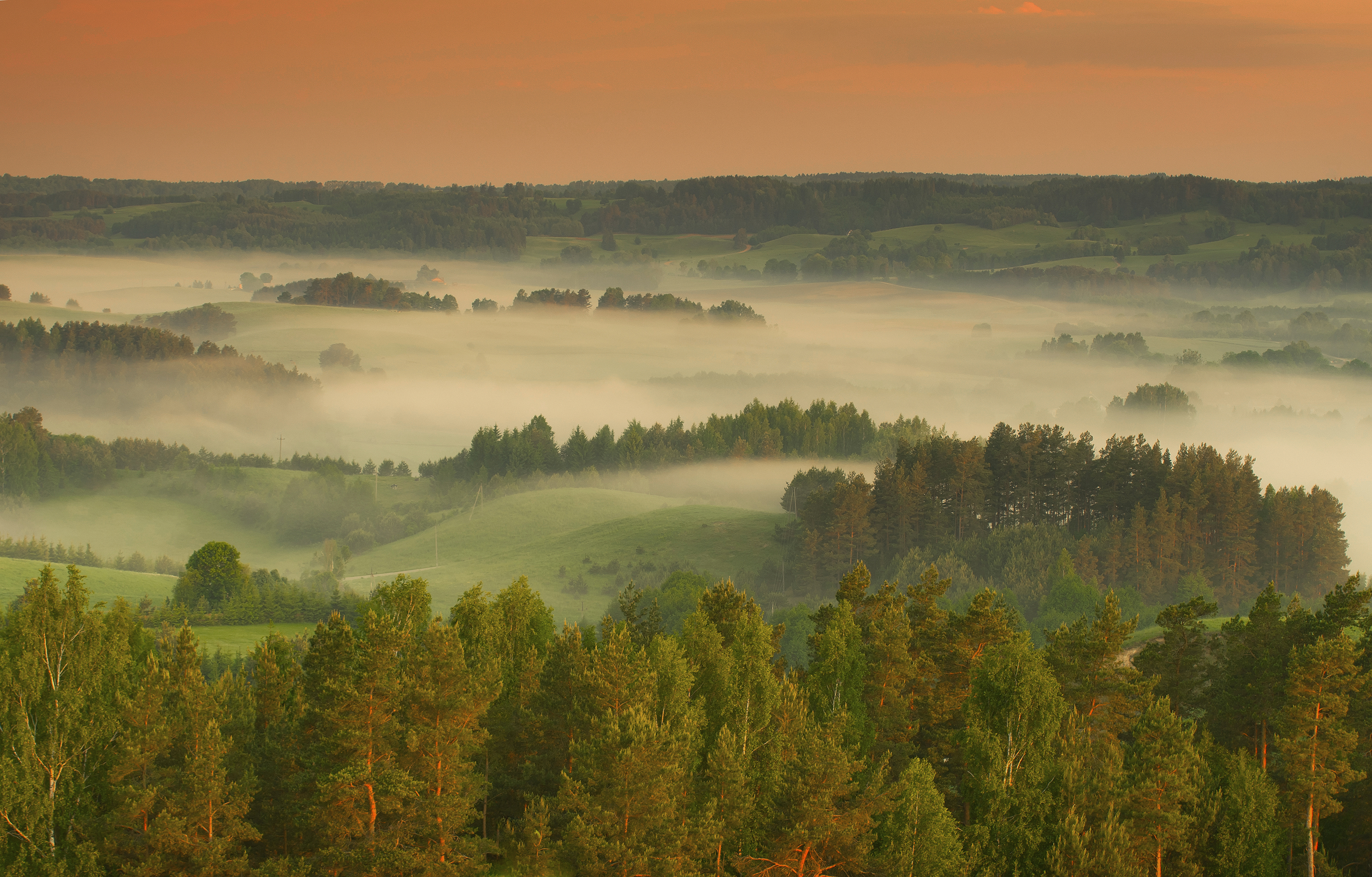
Suwalski Park Krajobrazowy

Widok z Góry Cisowej

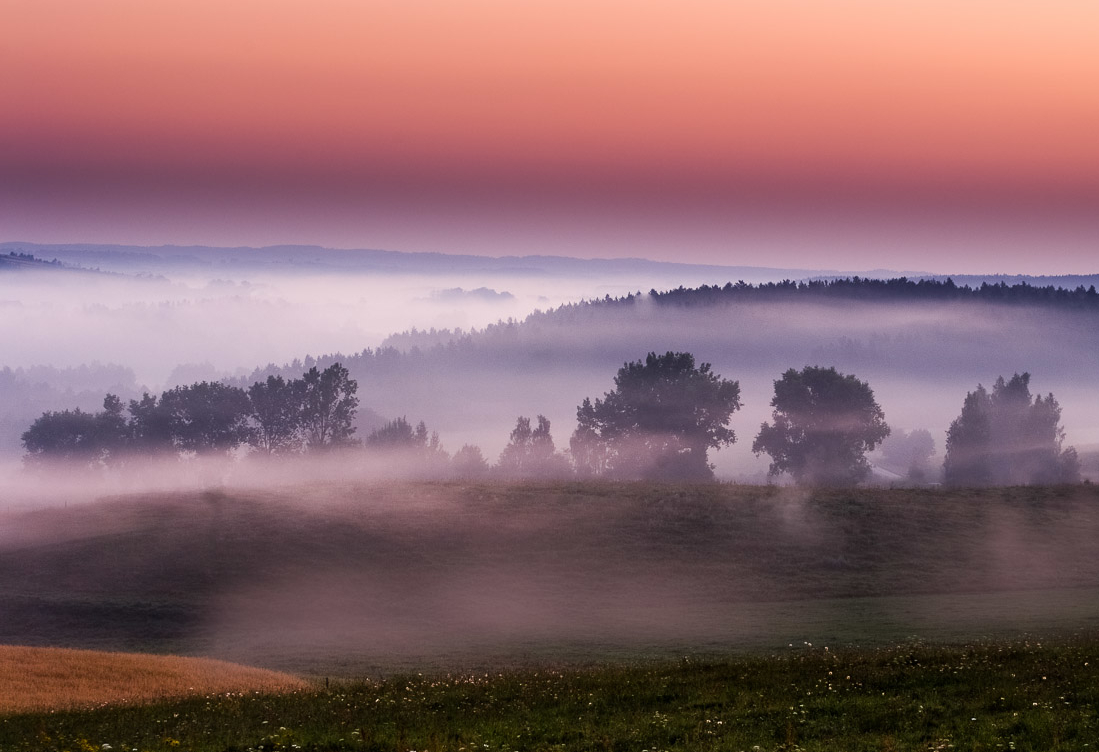
Widok z drogi do Rutki-Tartak na Suwalski Park Krajobrazowy
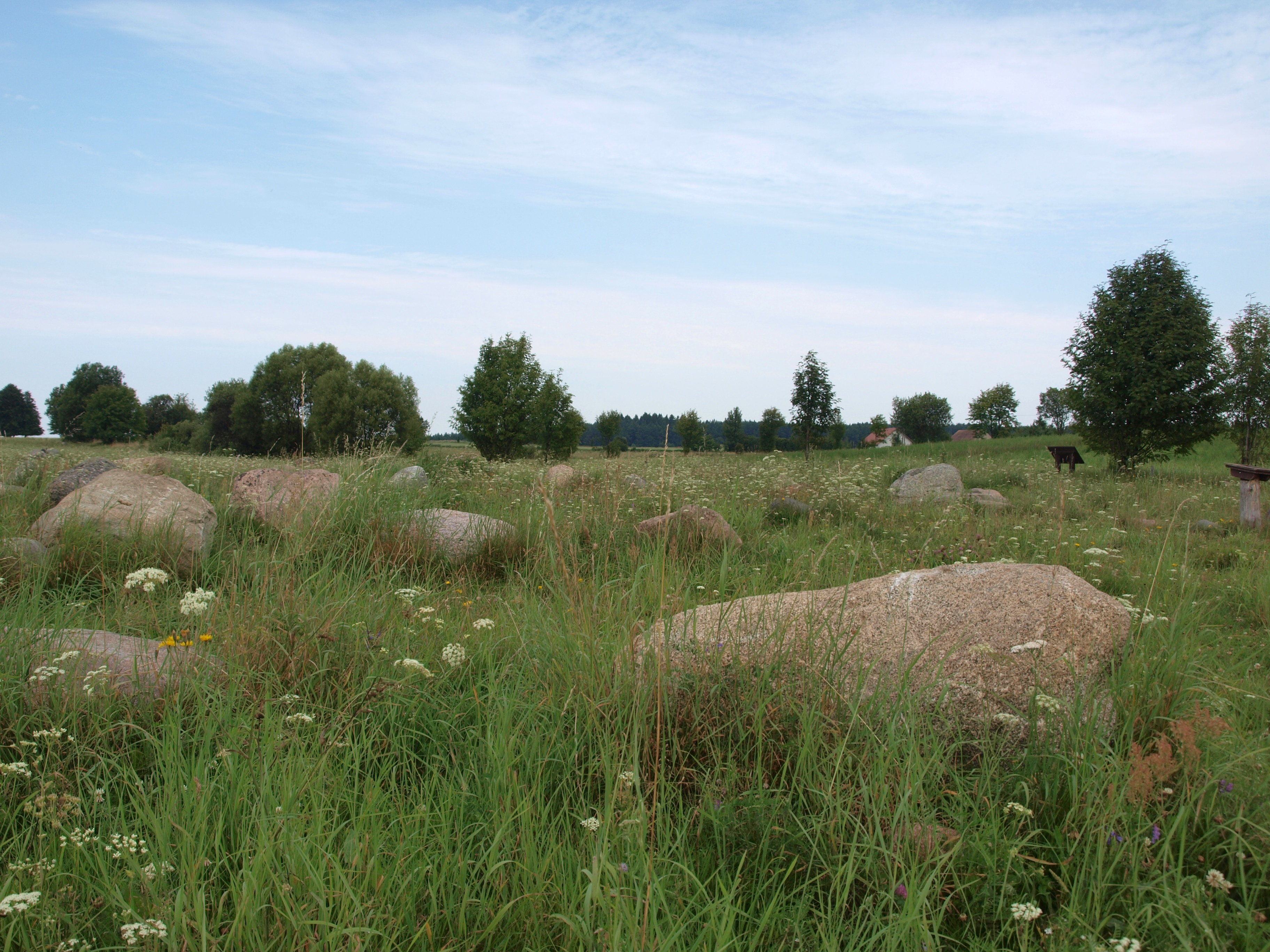
Rezerwat przyrody Rutka
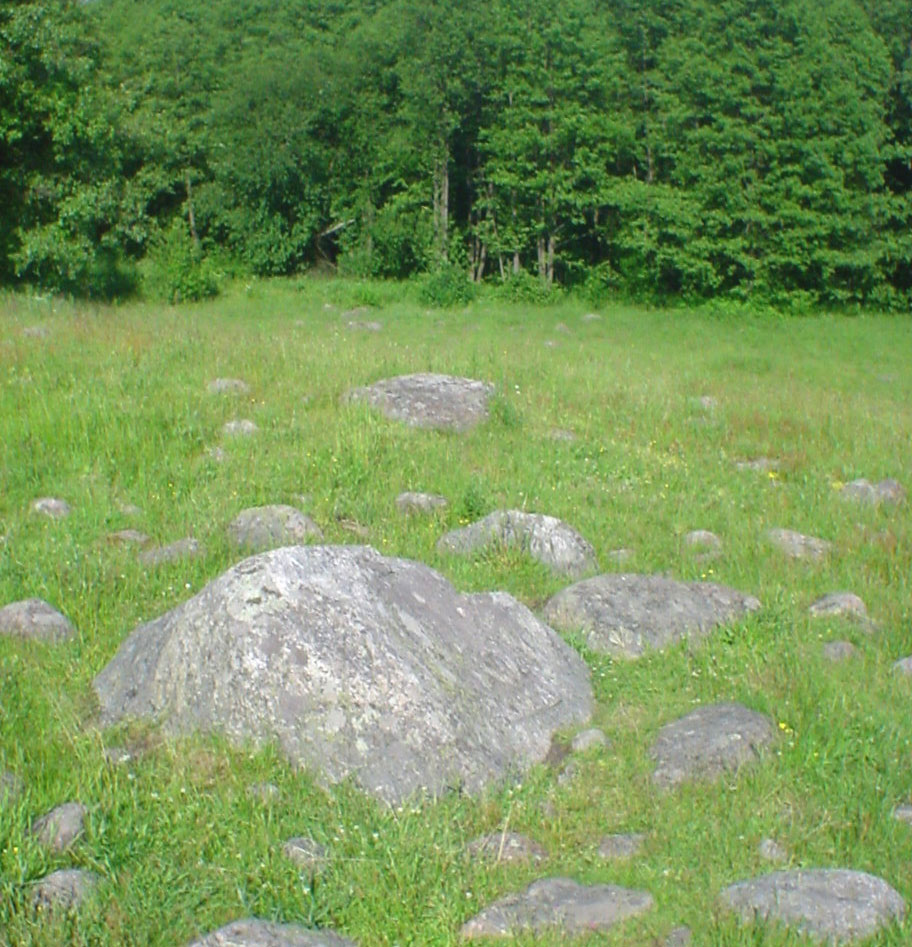
Rezerwat przyrody Głazowisko Bachanowo
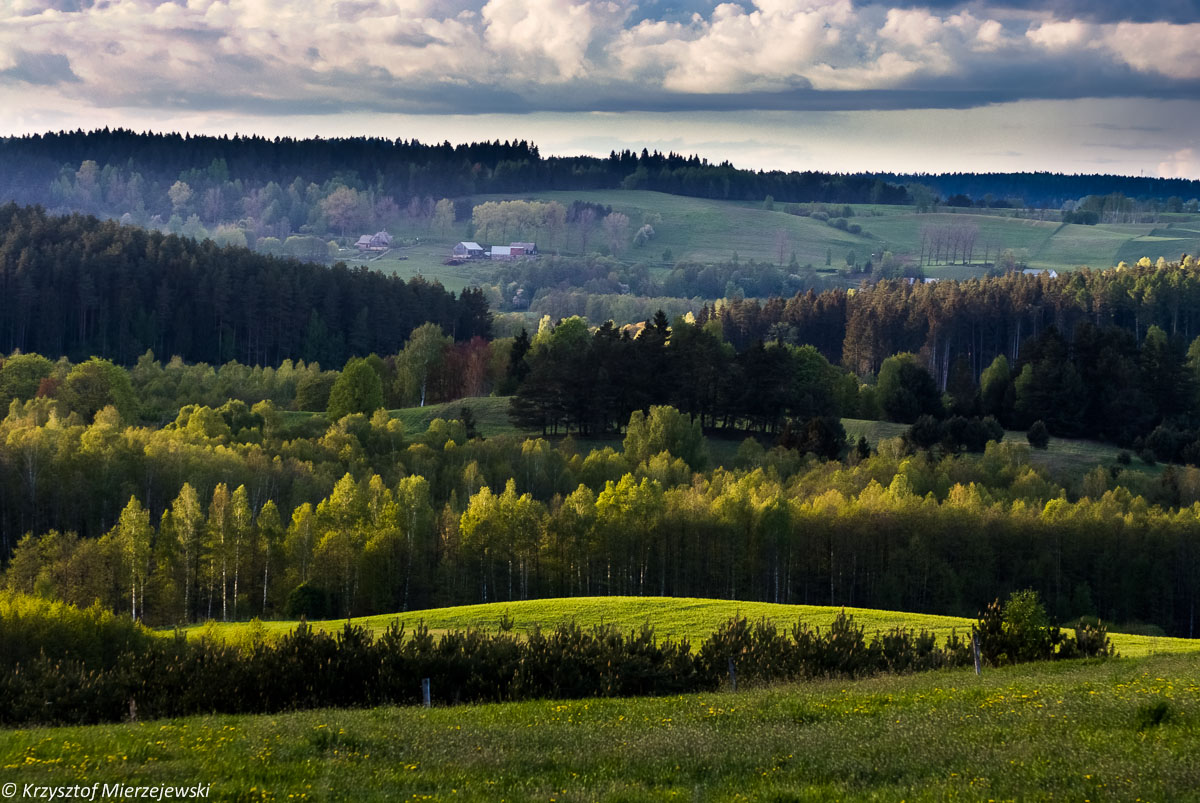
Suwalski Park Krajobrazowy, widok w stronę Szurpił
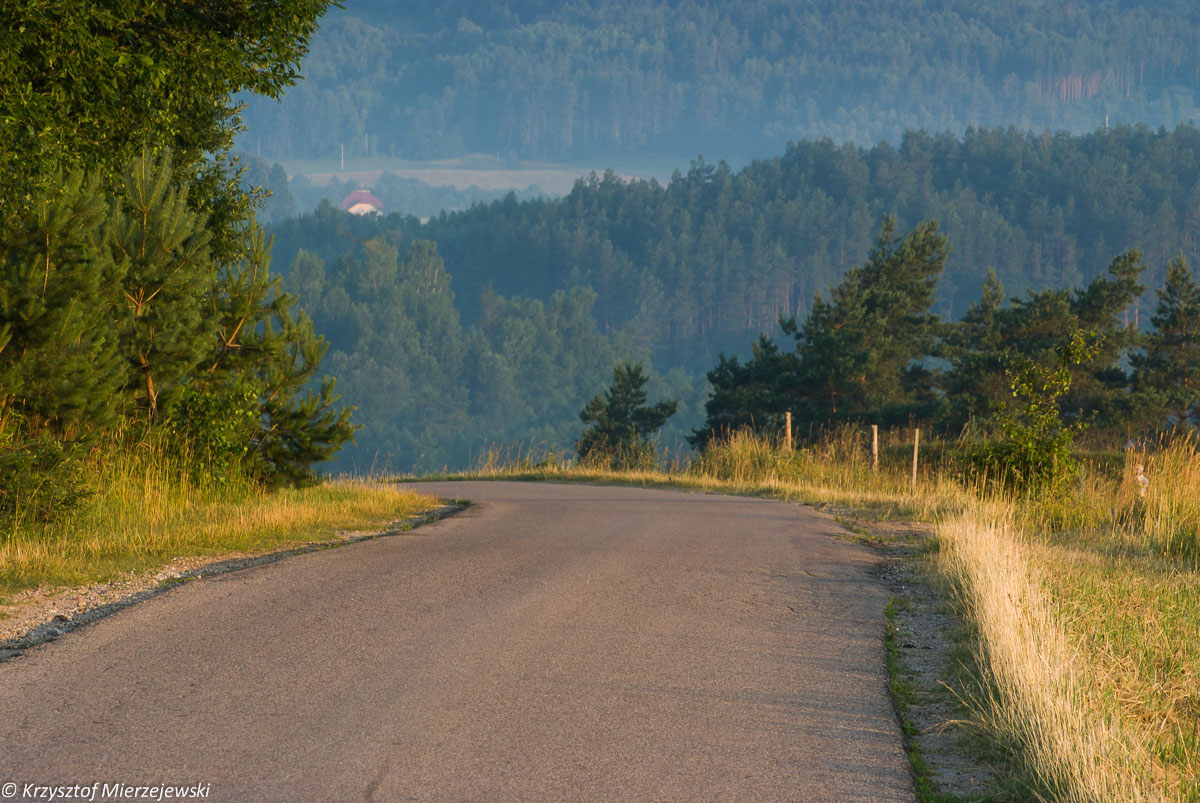
Droga do Udziejka
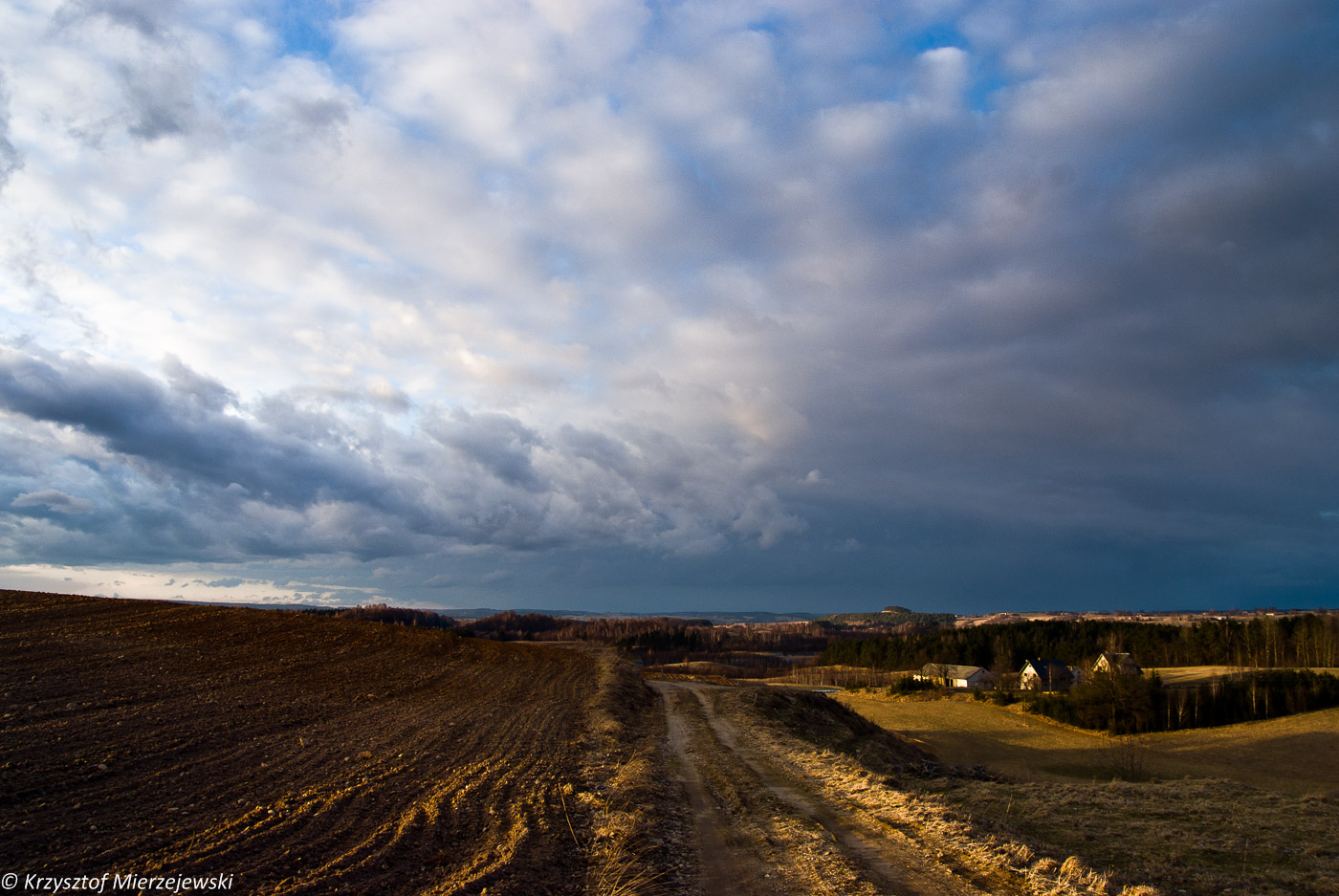
Widok na Cisową Górę, symbol SPK
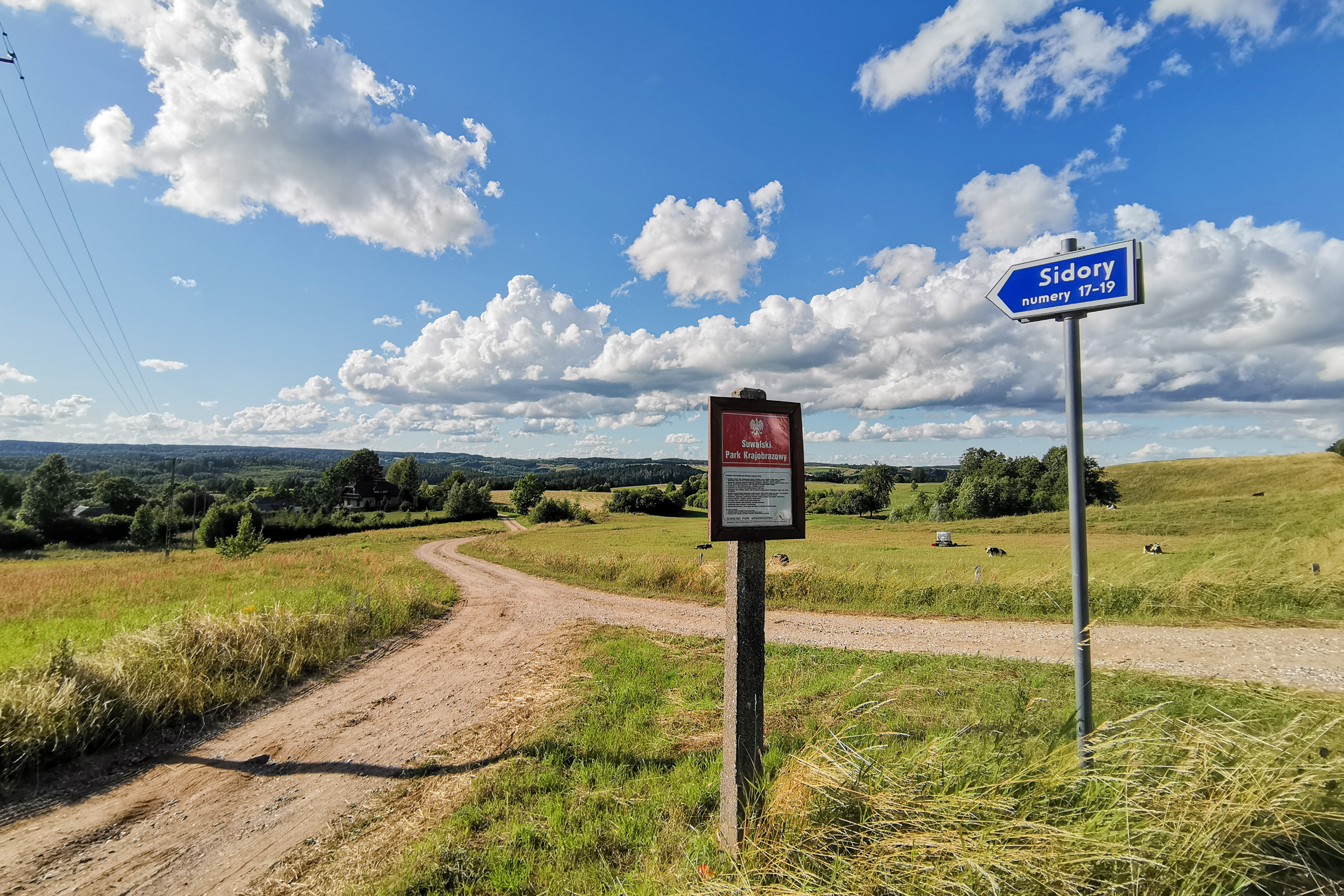
Suwalski Park Krajobrazowy w gminie Jeleniewo